# Zhangshu
Koordinaten: 28° 4′ N, 115° 32′ O
Die Stadt Zhangshu (chin. 樟树市 Zhāngshù Shì) ist eine kreisfreie Stadt, die zum Verwaltungsgebiet der bezirksfreien Stadt Yichun im Nordwesten der chinesischen Provinz Jiangxi gehört. Die Fläche beträgt 1.291 Quadratkilometer und die Einwohnerzahl 555.120 (Stand: Zensus 2010).
Die Wucheng-Stätte (Wucheng yizhi 吴城遗址), die ehemalige Stätte des Provinzparteikomitees von Fujian, Zhejiang und Jiangxi (Min Zhe Gan sheng-wei jiguan jiuzhi 闽浙赣省委机关旧址), die neolithische Zhuweicheng-Stätte (Zhuweicheng yizhi 筑卫城遗址), die Fanchengdui-Stätte (Fanchengdui yizhi 樊城堆遗址) der Fanchengdui-Kultur aus dem späten Neolithikum und die Mingshui-Brücke (Mingshui qiao 鸣水桥) stehen auf der Liste der Denkmäler der Volksrepublik China.